# Pueblo Nuevo Santa María
Pueblo Nuevo Santa María är en ort i Mexiko.   Den ligger i kommunen Cuetzala del Progreso och delstaten Guerrero, i den södra delen av landet, 180 km söder om huvudstaden Mexico City. Pueblo Nuevo Santa María ligger 572 meter över havet och antalet invånare är 192.
Terrängen runt Pueblo Nuevo Santa María är huvudsakligen kuperad, men söderut är den bergig. Runt Pueblo Nuevo Santa María är det glesbefolkat, med 19 invånare per kvadratkilometer. Närmaste större samhälle är Apaxtla de Castrejón, 17,6 km norr om Pueblo Nuevo Santa María. I omgivningarna runt Pueblo Nuevo Santa María växer huvudsakligen savannskog.